# Letiště Singapur-Changi
Letiště Singapur-Changi  (IATA: SIN, ICAO: WSSS) je letiště v jihovýchodní Asii na východním konci Singapuru. V roce 2018 bylo devatenácté největší na světě co do počtu cestujících a dvanácté v nákladní dopravě. Provozuje více než 100 leteckých společností a je domácím letištěm pro Singapore Airlines, SilkAir a Tiger Arways. Ročně odbaví ve třech terminálech kolem 65 milionů cestujících. Letiště bylo otevřeno v roce 1981 s jedním terminálem, druhý byl vystavěn v roce 1990 a třetí v 2008.

## Historie

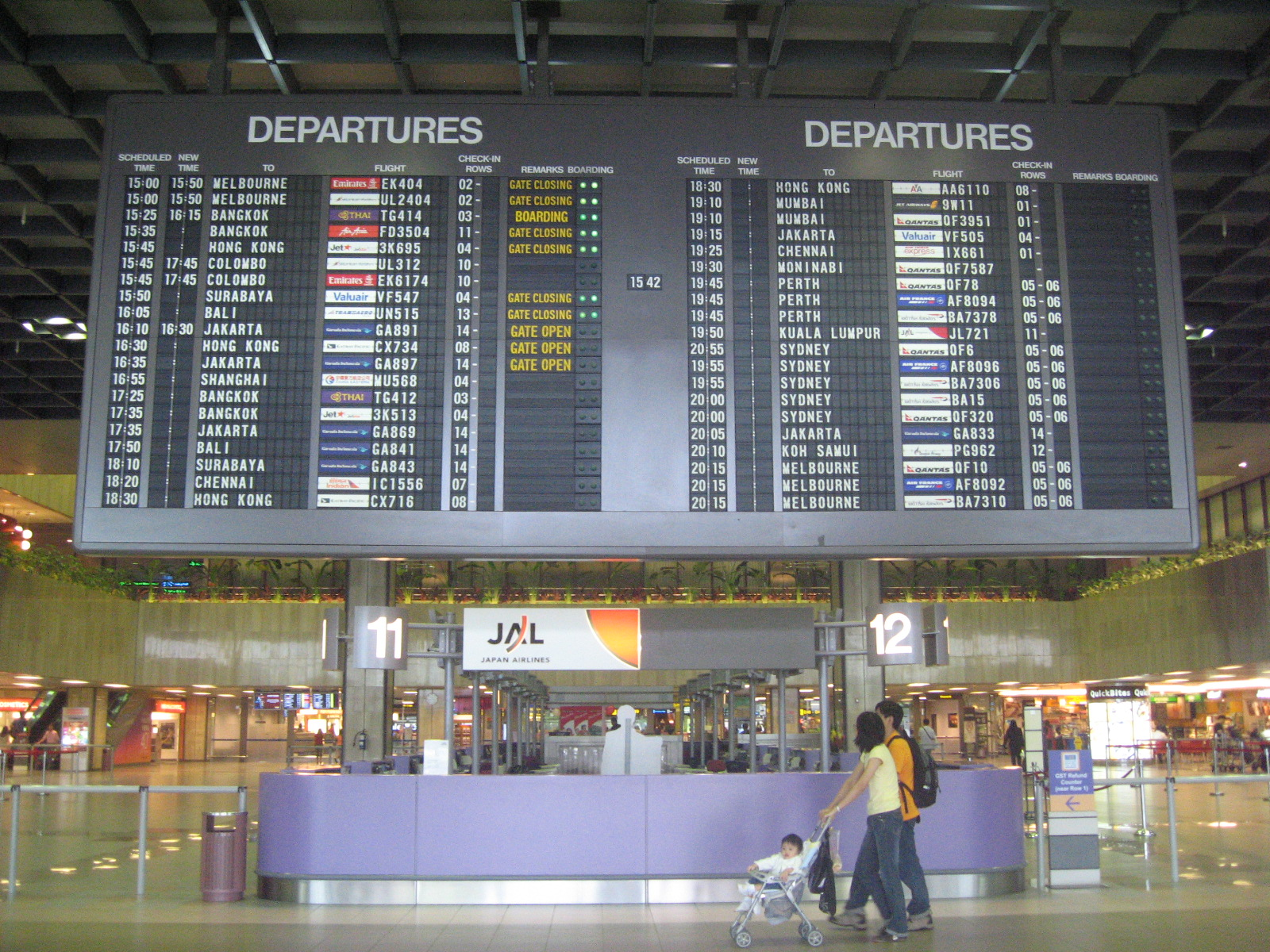
Tabulka příletů a odletů

V minulosti na mezinárodní lety sloužily letiště v Paya Laber a Seletar, ale hrozilo jim přeplnění a přetížení, protože měly pouze jeden terminál a jednu dráhu. Singapurská vláda měla dvě možnosti: rozšířit letiště nebo vystavět nové. Nejdříve rozhodla o rozšíření letiště v Paya Laber, ale v důsledku ropné krize byl projekt zastaven.
V roce 1975 bylo rozhodnuto, že se postaví nové letiště na nejvýchodnějším cípu ostrova, přičemž letadla musí přilétat od moře na východní straně, aby se zabránilo případnému leteckému neštěstí či okolnímu hluku. Nové letiště stalo jedním z největších projektů v historii Singapuru. 
Okolní bažiny byly vysušeny, rozšiřování letiště probíhalo směrem na východ, kde vznikala nová půda na úkor moře. Stavitelem letiště byla japonská firma PentaOcean. První stavební kámen byl položen v roce 1979, přičemž první terminál stál již v roce 1981 i s řídící věží. První let na nové letiště se uskutečnil 1. července 1981 z Kuala Lumpur v Malajsii. Druhý terminál z roku 1990 byl vytvořen pro check-in a zavazadla. S příchodem větších letadel jako Boeing 747 a Airbus A380 byl vystavěn v roce 2008 třetí terminál.
Od roku 2013 se letiště každoročně umisťuje mezi 3 nejlepší letiště na světě dle hodnocení agentury Skytrax.